# Daagbé
Daagbé è un arrondissement del Benin situato nella città di Ifangni (dipartimento dell'Altopiano) con 10.771 abitanti (dato 2006).